# Coralliodrilus unicus
Coralliodrilus unicus är en ringmaskart som beskrevs av Erséus 1993. Coralliodrilus unicus ingår i släktet Coralliodrilus och familjen glattmaskar. Inga underarter finns listade i Catalogue of Life.